# Kenneth Frampton
Kenneth Frampton (* 1930, Woking, Spojené království) je britský architekt, kritik architektury, teoretik, historik a profesor architektury na Graduate School of Architecture and Planning Columbijské univerzity v New Yorku. Ve svých publikacích se věnuje převážně moderní architektuře a tématům postmodernismu, je považován za jednoho z průkopníků směru kritický regionalismus.

## Česká bibliografie
- Moderní architektura: kritické dějiny (Praha: Academia, 2004. ISBN 80-200-1261-3)